# 電子文書
電子文書（でんしぶんしょ、英: Electronic Document）は、任意の電子媒体の（プログラムやシステムファイル以外の）コンテンツであり、電子的形態または印刷した形態で使われる。
日本での関連する法律としてe-文書法（電子文書法）があるが、条文では「電子文書」という用語は使っておらず、「電磁的記録」と呼んでいる。

## 概要
本来、コンピュータのデータは何らかの内部的な見えない形で存在し、最終的な出力は常に紙に行われていた。しかし、コンピュータネットワークの発展と共に、紙上に印刷された文書よりも電子文書の方が転送や配布が容易で利便性が高くなっていった。さらにコンピュータディスプレイ技術の進歩により、人間が文書を参照するのも、紙に印刷するのではなくディスプレイに表示させて見ることができるようになった（これにより紙の節約と印刷文書の保管場所の節約になる）。
ところが、電子文書が紙に代わる最終形態となったことで、複数の非互換なファイルフォーマットの問題が生じるようになった。プレーンテキストのファイルでさえも、この問題の例外ではない。例えばMS-DOSでは、多くのプログラムはUNIXのテキストファイルを正しく扱えない（改行コードが違うため）。また非英語圏では、コードページの違いが常に問題の元になっている。
もっと複雑なファイルフォーマットも様々なワープロソフト、表計算ソフト、グラフィックソフトウェアに関連して多数存在し、問題を生じている。問題を緩和するため、多くのソフトウェア企業が独自ファイルフォーマットのためのファイルビューアを配布している（例えば、マイクロソフトのWord Viewer）。別の解決策としては、ファイルフォーマットのオープン標準（オープンフォーマット）を策定する方法がある（HTMLやOpenDocument）。